# إليزابيث باثوري

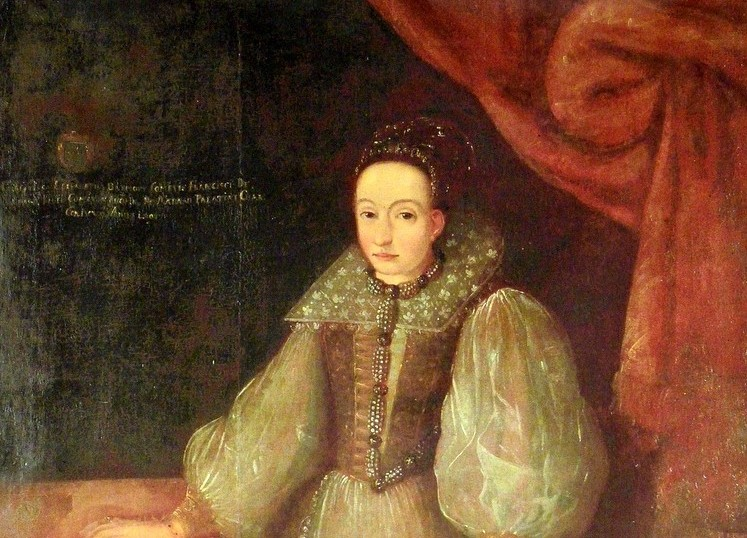
رسمه لإليزابيث باثوري

الكونتيسة إليزابيث باثوري (7 أغسطس 1560م - 21 أغسطس 1614م) من اصول مجرية نبيلة الاصل مالكة للثروة والسلطة والتي امتد نفوذهم في المجر وسلوفاكيا وبولندا واشتهرت باسم «كونتيسة الدم» أو «الملكة الدم» بسبب تاريخها الدموي في تعذيب وقتل نحو 600 فتاة من الفتيات الفقيرات و25 من العائلة المالكة.
وقد وصف العديد من المؤرخين الاتهامات الموجهة إلى باتوري بأنها حملة شعواء.  وقال كُتاب آخرون، مثل مايكل فارين في عام 1989م، إن الاتهامات الموجهة إلى باتوري كانت مدعومة بشهادات من أكثر من 300 فرد، وصف بعضهم أدلة مادية ووجود فتيات مشوهات ميتات ومحتضرات ومسجونات عُثر عليهن وقت اعتقالها. وتزعم مصادر حديثة أن الاتهامات كانت بمثابة مشهد لتدمير نفوذ عائلتها في المنطقة، والذي كان يُعتبر تهديدًا للمصالح السياسية لجيرانها، بما في ذلك إمبراطورية هابسبورغ.
في 13 ديسمبر 1612م، أكد نيكولا السادس زرينسكي الاتفاق مع ثورزو بشأن سجن باتوري وتوزيع التركة.  في ليلة رأس السنة الجديدة 1612، ذهب ثورزو إلى قلعة Csejte واعتقل باتوري مع أربعة من خدمها، الذين اتُهموا بالتواطؤ معها : دوروتيا سيمتيز وإيلونا جو وكاتارينا بينيكا ويانوس أوجفاري ("إيبيس" أو فيكو). وفقًا لرسالة ثورزو إلى زوجته، فقد عثر في زيارته غير المعلنة على فتاة ميتة وفتاة "فريسة" أخرى حية في القلعة،  ولكن لا يوجد دليل على أنهم سألوها عما حدث لها. على الرغم من الاعتقاد الشائع بأن باتوري قد تم القبض عليها متلبسة بالتعذيب، إلا أنها كانت تتناول العشاء. في البداية، أعلن ثورزو أمام ضيوف باتوري وأهلها أنه ضبطها متلبسة بالجرم. ومع ذلك، تم القبض عليها واحتجازها قبل اكتشاف الضحايا أو تقديمهم. ويبدو على الأرجح أن ادعاء ثورزو باكتشاف باتوري مغطاة بالدماء كان مجرد تجميل لروايات خيالية.
كان أعلى عدد من الضحايا الذين تم ذكرهم أثناء محاكمة شركاء باتوري 650، لكن هذا الرقم جاء من ادعاء خادمة تدعى سوزانا بأن جاكاب سزيلفاسي، مسؤول محكمة باتوري، رأى الرقم في أحد كتب باتوري الخاصة. لم يتم الكشف عن الكتاب أبدًا ولم يذكره سزيلفاسي أبدًا في شهادته.

## حياتها
ولدت إليزابيث عام 1560 في عقار عائلي في نيرباتور ، المجر الملكية ، وقضت طفولتها في قلعة إكسيد . كان والدها البارون جورج السادس باتوري من فرع إكسيد من العائلة، وشقيق أندرو بونافينتورا باتوري، الذي كان فويفود ترانسلفانيا . كان أجدادها من جهة الأب هم آنا رادزيويل ، وهي عضو في عائلة رادزيويل البولندية الليتوانية المؤثرة ، وكونراد الأحمر ، دوق ماسوفيا ووارسو ، الذي كان عضوًا في سلالة بياست. كانت والدتها البارونة آنا باتوري (1539-1570)، ابنة ستيفن باتوري من سومليو . من خلال والدتها، كانت إليزابيث ابنة أخت ستيفن باتوري (1533-1586)، أمير ترانسيلفانيا ، الذي أصبح حاكم الكومنولث البولندي الليتواني كملك لبولندا ودوق ليتوانيا الأكبر .  كان لديها العديد من الأشقاء؛ شقيقها الأكبر ستيفن (1555-1605) خدم كقاضي ملكي في المجر.

## اتهامات
لم تكتف الكونتيسة إليزابيث باثوري بشرب دماء 600 من فتيات الشعب بل ذهبت تبحث عن دم ملكي يقيها الشيخوخة فقتلت 25 من فتيات الأسرة المالكة !ولدت في القرن السادس عشر بوجه جميل وقوام حسن، وحين قامت ثورة المزارعين رأت بأم عينها اغتصاب وقتل أختيها فيما نجت هي من المجزرة، تزوجت من الكونت فرانسيس ناداستي وهو من علمها أساليب التعذيب قبل القتل في دروس حية بأن جعلها تُقطع أوصال ثم رؤوس الأسرى الأتراك، وكان يلاحظ استمتاعها وابتكارها لأساليب جديدة. عندما أبتعد عنها زوجها لظروف العمل شعرت بالوحدة، فأخذت تقوم بتعذيب الخادمات الصغيرات وتمزيق لحمهن وفي النهاية ذبحهن وكان يساعدها في التعذيب والتقاط الفتيات من الريف خادمها الأعرج وسيدة سوداوية شريرة أسمها آنا دارفوليا وكانت الكونتيسة تتمتع بتجويع الفتيات أسبوعاً كاملاً ثم غرز الدبابيس في الشفتين وتحت الأظافر وحرق مناطقهن الخاصة وبعدها قتلهن والاستحمام في حمام من دمائهن!
و قام بحبسها ومحاكمتها أبن عمها الكونت «جورجي ثورزو» وقد كان وقتها حاكم إقطاعات قرب بلدة «إيتشا» وكان هدفه الأساسي من ذلك هو الاستيلاء على أملاكها حيث كان ندها الارستقراطي البرجوازي. وفي التاسع والعشرين من يناير/كانون الثاني عام 1610م أخذ معه عدد من الجنود واقتحموا قلعة «إليزابيث» ووصف ما شاهده في القلعة: «فوجئنا بوجود خدم وخادمات في أرجاء القصر، ثم وجدنا فتاة ميتة في إحدى الغرف وأخرى كانت تبدو عليها آثار التعذيب الشديد. إني أود رؤية تلك المرأة القاتلة محبوسة في غرفة ضيقة في قصرها». وتذكر روايات أخرى أنه اقتحم عليها المكان فجأة وهي تعدم فتاة بالضرب على ما يدعى أنها تُسمى «تورديزا». وفي الثاني من يناير/كانون الثاني عام 1611م بعد أربعة أيام من اعتقالها أجريت لها محاكمة في «بيتشا» وحُكم على اثنان من خادماتها المتورطات في جرائمها بقطع الأصابع ثم الحرق أحياء، أما واحدة اسمها «كاتا» فكان مصيرها مجهول، أما الأعرج فقد حكم عليه بقطع رأسه. وبقيت سجينة 3 سنوات وفي أواخر شهر أغسطس/آب عام 1614م وُجدت ميتة في غرفة حبسها.

## فيلم
تم استيحاء فيلم رعب عن حياتها يسمى "Stay Alive" من تأليف ويليام برنت بيل وماثيو بترمان، صدر سنة 2006م. في الفيلم يتم إعادة إحيائها عن طريق نص يتم قراءته وبذلك تضمن عدم موتها أبداً وعودتها لاصطياد الأفراد، وقامت في الفيلم بقتل الرجال والنساء على حد سواء.

## روابط خارجية
- إليزابيث باثوري على موقع الموسوعة البريطانية (الإنجليزية)
- إليزابيث باثوري على موقع ميوزك برينز (الإنجليزية)
- إليزابيث باثوري على موقع إن إن دي بي (الإنجليزية)